# Большая Кулянка
Большая Кулянка, Куляна — река в России, протекает в Шахунском и Ветлужском районах Нижегородской области. Устье реки находится в 22 км по правому берегу реки Малая Какша. Длина реки составляет 13 км.
Исток реки в лесном массиве западнее деревни Соловьёво в 17 км к юго-западу от посёлка Сява. Течёт на юго-запад по ненаселённому лесному массиву, впадает в Малую Какшу у нежилого посёлка Новый.

## Данные водного реестра
По данным государственного водного реестра России относится к Верхневолжскому бассейновому округу, водохозяйственный участок реки — Ветлуга от истока до города Ветлуга, речной подбассейн реки — Волга от впадения Оки до Куйбышевского водохранилища (без бассейна Суры). Речной бассейн реки — (Верхняя) Волга до Куйбышевского водохранилища (без бассейна Оки).
По данным геоинформационной системы водохозяйственного районирования территории РФ, подготовленной Федеральным агентством водных ресурсов:
- Код водного объекта в государственном водном реестре — 08010400112110000042391
- Код по гидрологической изученности (ГИ) — 110004239
- Код бассейна — 08.01.04.001
- Номер тома по ГИ — 10
- Выпуск по ГИ — 0